# Варлаам Керетский
Варлаа́м Ке́ретский (в миру Васи́лий; около 1505 — около 1590) — православный священник, позже монах; провёл аскетическую жизнь на Кольском полуострове в XVI веке. Почитается Русской православной церковью в лике преподобных. Память совершается 6 ноября по юлианскому календарю (19 ноября по новому стилю). Почитается также в Соборах Кольских и Карельских святых.
Сведения о преподобном Варлааме находятся в «Повести о преподобнем Варлааме Керетском». Однако самый ранний известный список «Повести» относится к концу XVII века. В этом смысле гораздо более полным представляется канон преподобному, написанный не позже 1658 года соловецким иноком Сергием (Шелониным). По всей видимости, автор канона имел более полный список «Повести». Кроме того, существует целый ряд списков более позднего варианта жития преподобного, написанного старообрядческим книжником Трифоном Петровым, значительно более бедных по содержанию. О преподобном Варлааме есть изустные упоминания. Так, известна «Ста́рина о Варлааме Керетском», представляющая упрощённый и довольно вульгаризированный рассказ о святом. В 2021 году сохранившаяся фрагментарно старина реконструирована и исполнена Александром Маточкиным.

## Жизнеописание
Преподобный Варлаам, носивший в миру имя Василий, родился в селе Кереть на берегу Белого моря, вероятнее всего, в семье простого помора. Согласно житию святых Василий был «научен книгам», что было редкостью в те времена. Возможно, обучение проходило в Шуерецком скиту у старца Зосимы и преподобного Феодорита Кольского.
Примерно в 1535 году Василий вступил в брак и был рукоположён сначала в диакона, а вскоре в иерея, после чего направлен настоятелем в Никольскую церковь города Колы. После возвращения на Колу преподобного Феодорита и основания Троицкого Кольского монастыря, в 1540 году Василий был переведён в Керетскую Свято-Георгиевскую церковь.
Согласно преданию, отец Василий, в бытность свою настоятелем Никольской церкви в Коле, изгнал беса, обитавшего на Абрам-мысе и требовавшего жертв даже от крещёных рыбаков. Тот, покидая «насиженное место», пригрозил отомстить «попу». Бесовская месть исполнилась, когда иерей Василий с матушкой вернулись в родное село Кереть. Там и произошла трагедия, изменившая жизнь будущего преподобного. Известно, что священник Василий убил свою жену, однако нет достоверных данных о том, какова была этому причина. Согласно житию и «Ста́рине» он заподозрил жену в супружеской неверности и убил её в припадке ревности. По другой версии, изложенной в каноне Сергия (Шелонина), его жена начала бесноваться, внося смущение и слухи среди односельчан; отец Василий попытался изгнать беса и в результате смертельно ранил жену («был обманут лукавым»).
Похоронив убитую супругу, Василий отошёл в Колу для покаяния к преподобному Феодориту. Преподобный наложил на Василия необычную и неимоверно тяжёлую епитимию — возить гроб с мёртвой женой в карбасе, пока тело не истлеет, проходя путь от Керети до Колы и обратно. Василий должен был хранить строжайший пост и лишь раз в год на Пасху разрешалась рыба. Вернувшись в Кереть, Василий выкопал гроб с женой и в течение трёх лет плавал по бурному морю («против зельнаго обуревания»), непрестанно поя покаянные псалмы пророка Давида. При этом непогода буквально сопровождала Василия на протяжении всего его трёхлетнего покаянного плавания. На третий год своих плаваний, находясь у переволоки на Святом Носу и видя обилие морских червей («корабельных сверлил»), которые являлись причиной гибели многих судов, Василий помолился Богу и «кроплением воды» изгнал этих моллюсков, сделав «путь благопроходен». Это чудо стало свидетельством о прощении Варлаама.
Вторично похоронив супругу, Василий принял постриг с именем Варлаам. Вероятно, постриг был совершён в Печенгском монастыре иеромонахом Ионой в 1548 году. Варлаам не стал задерживаться в Печенгском монастыре. Как сообщает нам об этом канон, он пророчески предрекает преподобному Трифону о его братии: «Будут люди и села зело неукротимы, яко дикие звери…» После этого Варлаам вернулся на родину и поселился в устье реки Кереть, а спустя время перебрался подальше от обитаемых мест, на один из островов Чупской губы. Согласно канону Варлаам обрёл дар исцеления и чудотворения, был прозорлив, но не возгордился этим, а, наоборот, всячески избегал славы от людей.
Точная дата смерти преподобного Варлаама неизвестна. Вероятнее всего, он скончался в 1589 или 1590 году. Тело его нашёл бедный крестьянин и перенёс в село Кереть, где и похоронил.

## Канонизация и почитание

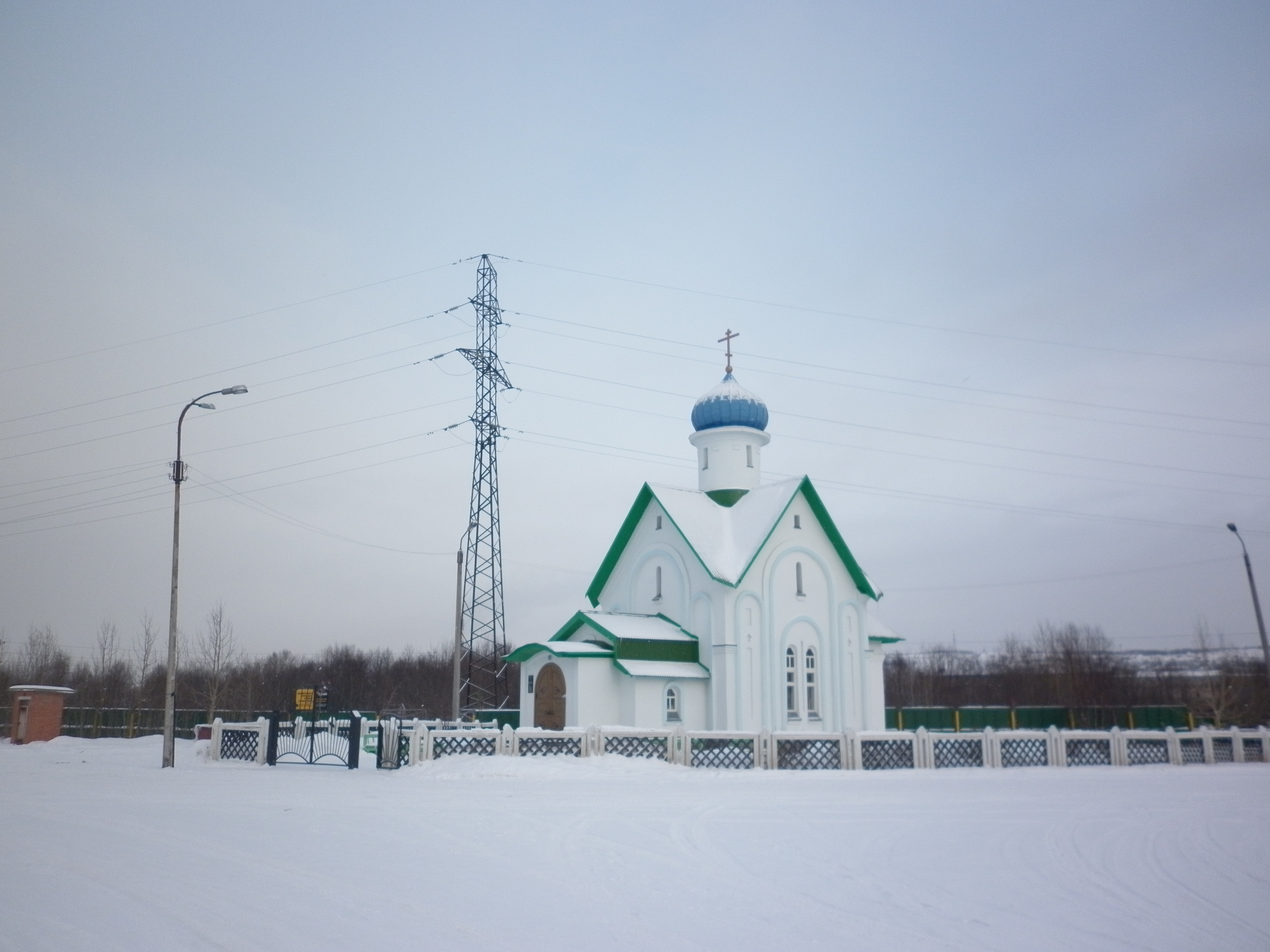
Церковь Варлаама Керетского

Ещё при жизни преподобный Варлаам прославился чудотворением как целитель и спаситель на море. После смерти чудеса преумножались, в связи с чем его стали почитать не меньше, чем святителя Николая Мирликийского. В 1722 году при разборе часовни великомученика Георгия Победоносца были найдены нетленные мощи преподобного Варлаама. В 1725 году мощи были освидетельствованы.
Несмотря на народное почитание преподобный Варлаам Керетский долго время не был официально канонизирован. Его местное почитание (одновременно и равночестно с Трифоном Печенегским), известное на Севере в середине XVII века, в последующее время в официальной Русской Церкви постепенно «свелось на нет». Обстоятельство, что все поздние редакции жития святого Варлаама были написаны известными деятелями старообрядчества, а само село Кереть стойко стояло в «старой вере», не могло не добавить ещё более настороженного отношения священноначалия и к самому Варлааму Керетскому, и к сути совершённого им подвига.
Только лишь в 1903 году святой Варлаам «оказался» вписан в так называемый «Верный месяцеслов» и с тех пор имеет в календарях свой день памяти.
До 1961 года мощи преподобного Варлаама находились в селе, а потом бесследно исчезли. Память совершается 6 (19 н. с.) ноября. В Мурманской и Карельской епархиях принято служить всенощное бдение по Общей Минее (существует канон преподобному Варлааму XVII в.).
В 2000 году на Терском берегу Белого моря в историко-этнографическом комплексе «Тоня Тетрина» была возведена и освящена часовня Варлаама Керетского .
7 июня 2001 года в городе Кола в честь святого была освящена кладбищенская церковь, расположенная на месте бывшего Троицкого Усть-Кольского монастыря. В 2002 году храм преподобного Варлаама Керетского построен в посёлке Чупа (сгорел в мае 2010 года). В 2014 году приходу в городе Островном присвоено наименование во имя преподобного Варлаама, тогда же возрождён поклонный крест в губе Лопское становище на Святом Носу на месте «чуда изгнания морских червей» (здесь же планируется возвести часовню).
28 января 2015 г. в посёлке Лоухи Костомукшской епархии Карельской митрополии были обретены мощи преподобного Варлаама Керетского. Чин обретения и Божественную литургию возглавил епископ Североморский и Умбский Митрофан.